# سد حلوه
سد حلوه (به عربی: سد حلوة) یک منطقهٔ مسکونی در عربستان سعودی است که در ریاض واقع شده‌است.